# NGC 3901
NGC 3901 is een spiraalvormig sterrenstelsel in het sterrenbeeld Giraffe. Het hemelobject werd op 2 april 1801 ontdekt door de Duits-Britse astronoom William Herschel.

## Synoniemen
- UGC 6675
- MCG 13-9-1
- ZWG 351.68
- ZWG 352.6
- KARA 496
- PGC 36386